# Johann Andreas Josef von der Borch

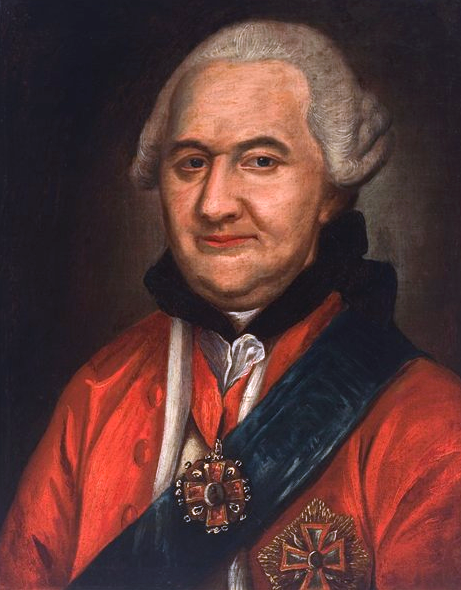
Johann Andreas Josef von der Borch

Johann Andreas Josef von der Borch, polnisch Jan Jędrzej Józef Borch (* 1715; † 3. Oktober 1780 in Warschau) war ein polnischer Großkanzler.

## Leben

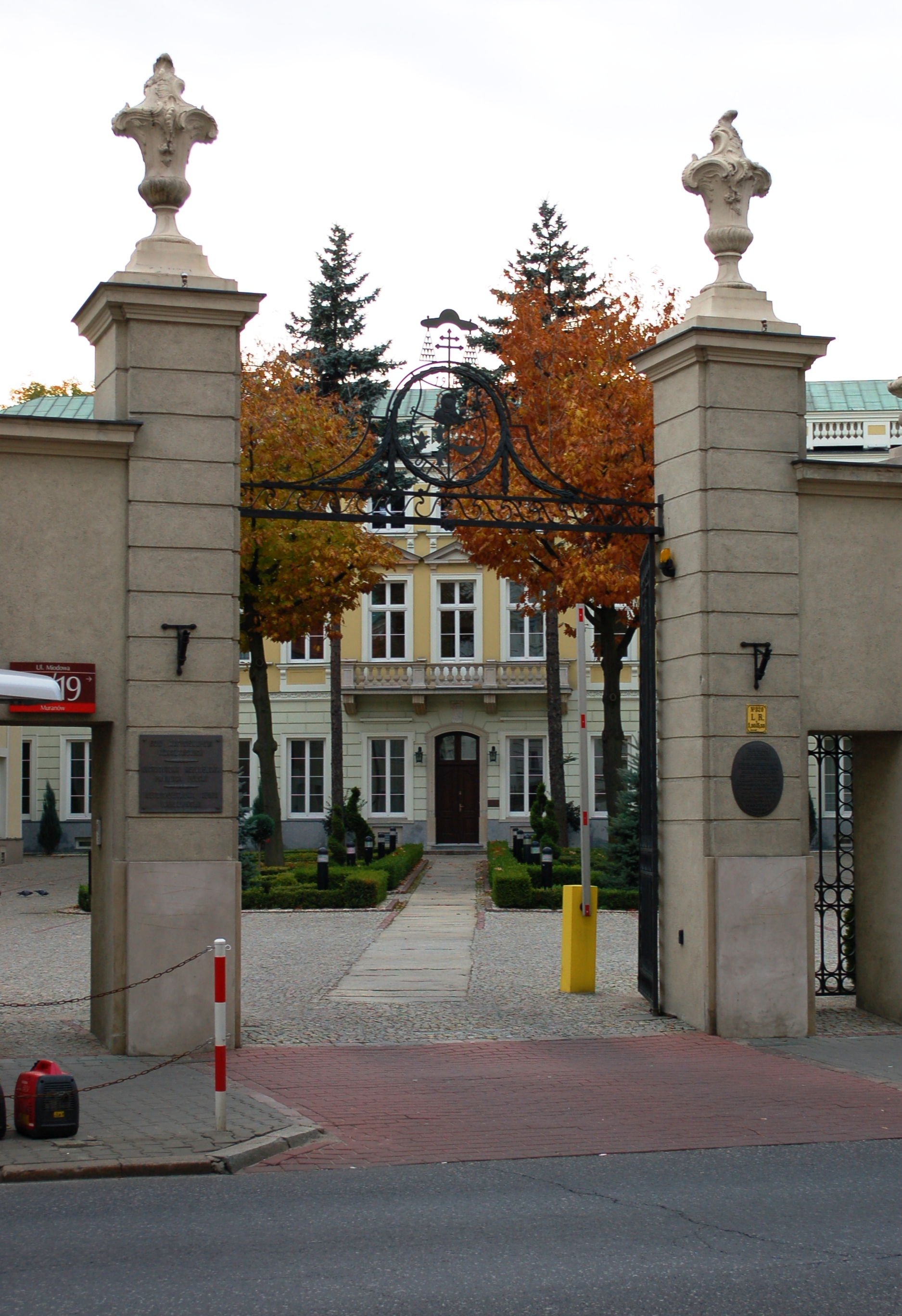
Borch-Palast in Warschau (2011)

Von der Borch war Angehöriger des kurländischen Zweiges des Adelsgeschlechts Borch-Lubeschütz. Seine Eltern waren Georg Gotthard von der Borch (1683–1722) und Ludwika von Stock.
Borch war polnischer Patriot und Teilnehmer der Konföderation von Bar. 1767 wurde er mit dem Sankt-Stanislaus-Orden, im Jahr darauf mit dem Weißen-Adler-Orden geehrt. Er wurde 1775 Wojewode der Woiwodschaft Livland und 1780 Kanzler der Krone.
In Warschau, Ulica Miodowa 17/19 wurde zu Beginn des 18. Jahrhunderts ein gemauertes Barockpalais errichtet. Etwa um 1780 ließ Borch den Zentralbau, den er vom polnisch-sächsischen Diplomaten Andrzej de Riacour (1722–1794) gekauft hatte, nach einem Entwurf von Domenico Merlini im klassizistischen Stil umbauen. Das Palais trägt seither nach ihm den Namen Borch-Palast.

## Familie
Borch vermählte sich um 1750 mit Ludwika Anna von Syberg (1725–1788). Aus der Ehe sind mehrere Kinder hervorgegangen, darunter:
- Isabella (1752–1813), ⚭ Kasimir Konstantin Plater (1748–1808), litauischer Kanzler[1]
- Michael Johann (1753–1810), Schriftsteller, ⚭ 1783 Gräfin Eleonore Christina von Browne of Camus (1766–1844), Tochter des russischen Generalgouverneurs von Livland Georg Browne.[2]
- Josef Heinrich (1764–1835), Adelsmarschall im Gouvernement Witebsk[3]

## Werke
- Mowa J W JM Pana Jana Borcha Woiewody Inflantskiego na Senatus Consilium, 1765 (Digitalisat)
- Mowa J. W. JMći P. Borcha Woiewody Inflantskiego, na Seymie Walnym Ordynaryinym Warszawskim miana, 1766 (Digitalisat)